# Copenhague (amt)
Pour les articles homonymes, voir Copenhague (homonymie).
L’amt de Copenhague (Københavns Amt) était avant 2007 un des amter du Danemark (département).

## Géographie
L'amt de Copenhague se trouvait dans l'est du Danemark, dans l'est de l'île de Seeland.
Malgré son nom, l'amt ne comprenait ni la ville de Copenhague, ni celle de Frederiksberg, qui bénéficiaient toutes deux d'un statut particulier étant à la fois amt et commune.

## Liste des communes
L’amt de Copenhague était constitué des communes suivantes :
| - Albertslund - Ballerup - Brøndby - Dragør - Gentofte - Gladsaxe - Glostrup - Herlev - Hvidovre | - Høje-Taastrup - Ishøj - Ledøje-Smørum - Lyngby-Taarbæk - Rødovre - Søllerød - Tårnby - Vallensbæk - Værløse |